# امفاسیت
اُمفاسیت (انگلیسی: Omphacite) یکی از اعضای گروه کلینوپیروکسن از کانی‌های سیلیکات با فرمول: (Ca, Na) (Mg, Fe2+, Al) Si2O6 است. این یک نوع کلینوپیروکسن به رنگ سبز کم‌رنگ یا تقریباً بی‌رنگ است. معمولاً در اکلوژیت که سنگ دگرگونی پرفشار بازالت است ظاهر می‌شود. امفاسیت محلول جامد دیوپسید و یشم دارای آهن است. در دستگاه بلوری تک‌شیب (مونوکلینیک) با شکل‌های منشوری، معمولاً دوقلو متبلور می‌شود، هرچند معمولاً بی‌وجه (آنهدرال) است. 
گروه فضایی آن بسته به تاریخچه حرارتی می‌تواند P2/n یا C2/c باشد. شکاف معمولی نزدیک به ۹۰ درجه پیروکسن را نشان می‌دهد. با وزن مخصوص ۳٫۲۹ تا ۳٫۳۹ و سختی Mohs 5 تا ۶ شکننده است.